# Roger Stevens
Roger Stevens (Zottegem, 6 september 1954 – Mechelen, 30 april 2025) was een Belgische rechter en de eerste voorzitter van de Raad van State. 

## Biografie
In 1977 behaalde Roger Stevens zijn licentie rechten aan de Rijksuniversiteit Gent. Hij werkte vanaf 1978 als jurist bij het Ministerie van Financiën tot 1986, wanneer hij adjunct-auditeur werd bij de Raad van State. Twee jaar later, in 1988, werd hij er auditeur om er in 1994 benoemd te worden tot staatsraad.
Vanaf 2006 was hij voorzitter van de Tiende kamer van de Raad bevoegd voor ruimtelijke ordening en stedenbouw. In 2012 startte zijn mandaat van vijf jaar als voorzitter van de Raad van State. In 2017 werd hij vervolgens benoemd tot eerste voorzitter van de Raad van State. Op 1 oktober 2022 werd hij op rust gesteld. 
Stevens overleed op 70-jarige leeftijd.